# Jean-Paul Beugnot
Jean-Paul Beugnot (* 25. Juni 1931 in Schiltigheim; † 6. Februar 2001 in Montpellier) war ein französischer Basketballspieler.

## Laufbahn
Beugnot bestritt zwischen 1951 und 1961 98 Länderspiele für die französische Basketballnationalmannschaft. Er nahm an den Olympischen Sommerspielen 1952, 1956 und 1960 teil. 1954 trat er mit Frankreich bei der Weltmeisterschaft an und 1955 sowie 1961 bei Europameisterschaften. Bei Olympia 1960 war er mit 13,6 Punkten je Begegnung bester Korbschütze der französischen Mannschaft.
Auf Vereinsebene wurde der 2,07 Meter messende Innenspieler 1958 mit der Mannschaft Etoile de Mézières und 1960 mit Etoile de Charleville französischer Meister. 1958 (mit Mézières) und 1959 (mit Charleville) gewann er außerdem den nationalen Pokalwettbewerb. In der Saison 1962/63 war er bester Korbschütze der französischen Meisterschaft. 2013 wurde Beugnot die Auszeichnung Gloire du sport verliehen.
Von 1988 bis 1992 war er stellvertretender Vorsitzender des französischen Basketballverbandes.
Seine Söhne Éric Beugnot und Gregor Beugnot waren ebenfalls Basketballnationalspieler.